# Weston-super-Mare Grand Pier
Weston-super-Mare Grand Pier er et strandresort på pæle i Weston-super-Mare, North Somerset i England, omkring 28 km sydvest for Bristol. Resortet strækker sig ud i Bristol Channel og er et af de tre pælebårne resorts i området. Bristol Channel er kendt som et af de lokaliteter i verden, hvor tidevandsbevægelserne er størst, på grund af fjordens tragtformede struktur. Disse tidevandsbevægelser er en af baggrundene for den århundredår gamle tradition med at bygge på pæle. 
Opførelsen af resortet blev indledt i november 2003 og det blev åbnet i juni 2004. Resortet er opført på et fundament bestående af en metalstruktur af 4.000 tons jern og stål og det hele båret oppe af 600 stålpiller. Grand Piers hovedstruktur godt 300 meter uden for kysten udgøres af et teater på ca. 30x50 meter med plads til 2000 tilskuere, suppleret af butikker og forlystelser.
Den store bygning med teater og butikker, m.m. er i to tilfælde blevet ødelagt af brand, første gang den 13. januar 1930 og senest den 28. juli 2008.